# Chuck Fletcher
George Charles "Chuck" Fletcher, född 29 april 1967, är en kanadensisk idrottsledare och befattningshavare som var senast president för ishockeyverksamheten samt general manager för Philadelphia Flyers i National Hockey League (NHL).
Han avlade en examen vid Harvard University. Fletcher inledde sin karriär inom NHL 1993 när han blev utsedd till att vara assisterande general manager för Florida Panthers. År 1999 fick Fletcher utökad ansvarsområde när han också blev general manager för Florida Panthers farmarlag Louisville Panthers i American Hockey League (AHL). Den 3 december 2001 befordrades Fletcher till temporär general manager för Florida Panthers när Bill Torrey lämnade sin position, han var där fram tills den 10 maj 2002 när han själv blev ersatt av Rick Dudley. Han blev snabbt upplockad av Mighty Ducks of Anaheim för att vara assisterande general manager och chef för deras ishockeyverksamhet. Fletcher var där fram till 2006 när han började arbeta för Pittsburgh Penguins. Där var han deras assisterande general manager men även general manager för deras farmarlag Wilkes-Barre/Scranton Penguins (AHL). Han blev Stanley Cup-mästare med Pittsburgh Penguins, när de gick hela vägen under säsongen 2008–2009. Fletcher valde dock gå vidare i sin karriär och blev general manager för Minnesota Wild. Fyra år senare fick han utökad ansvarsområde när han också blev utnämnd till att vara exekutiv chef för Wilds ishockeyverksamhet. År 2018 lämnade Fletcher Wild och blev senare senior rådgivare till New Jersey Devils, i december utsågs han till exekutiv chef för ishockeyverksamheten och general manager för Philadelphia Flyers. Året därpå blev han befordrad till att vara president för Flyers ishockeyverksamhet. År 2021 tog han även över general manager-posten i deras primära farmarlag Lehigh Valley Phantoms. Den 10 februari 2023 tvingades Fletcher lämna sina positioner efter att ha fått sparken.
Han är son till Cliff Fletcher.